# Cabanis' loofbuulbuul
Cabanis' loofbuulbuul (Phyllastrephus cabanisi) is een zangvogel uit de familie Pycnonotidae (buulbuuls). Deze vogel is genoemd naar de Duitse ornitholoog Jean Cabanis.

## Verspreiding en leefgebied
Deze soort komt voor in centraal Afrika en telt drie ondersoorten:
- P. c. cabanisi: van centraal Angola tot zuidoostelijk Congo-Kinshasa, westelijk Tanzania en noordelijk Zambia.
- P. c. sucosus: van zuidelijk Soedan en westelijk Kenia tot oostelijk Congo-Kinshasa en noordwestelijk Tanzania.
- P. c. placidus (Keniaanse loofbuulbuul): van noordelijk Kenia tot Tanzania, noordoostelijk Zambia, Malawi en noordoostelijk Mozambique.

## Status
De grootte van de populatie is niet gekwantificeerd maar de soort wordt omschreven als algemeen en wijdverspreid. Op de Rode lijst van de IUCN heeft deze soort de status niet bedreigd.